# Gosong Telaga Utara
Gosong Telaga Utara is een bestuurslaag in het regentschap Aceh Singkil van de provincie Atjeh, Indonesië. Gosong Telaga Utara telt 1094 inwoners (volkstelling 2010).